# Old Town Road
Old Town Road – singel amerykańskiego rapera Lila Nasa X'a razem z Billym Rayem Cyrusem, wydany przez wytwórnię muzyczną Columbia w 2019 roku.

## Historia
Piosenka zdobyła popularność na TikToku, po zorganizowaniu akcji Yeehaw Challenge. W marcu 2019 Lil Nas X podpisał kontrakt z wytwórnią płytową Columbia Records. W późniejszym czasie raper nagrał nową wersję utworu, która trafiła na szczyt zestawienia Billboard Hot 100.